# Реслманія 39
Реслманія 39 (англ. WrestleMania 39) (рекламувалася як Реслманія Їде до Голлівуду (англ. WrestleMania Goes Hollywood) була 39-ою щорічною подією професійного реслінгу Реслманії з оплатою за перегляд (PPV) у прямому етері, організованою WWE. Участь приймали реслери з брендів Raw та SmackDown . Шоу проходило протягом двох вечорів, 1 і 2 квітня 2023 року на стадіоні SoFi в Інглвуді, штат Каліфорнія — початковому місці проведення Реслманії 37 до того, як пандемія COVID-19 змусила перенести подію. Ведучими заходу виступили реслер WWE Міз і репер Снуп Догг.
Реслманія 39 була шостою, що проходила у Великому Лос-Анджелесі (після 2, VII, XII, 2000 та 21), і сьомою в штаті Каліфорнія загалом (включно з 31, яка проходила в районі затоки Сан-Франциско). Це була перша Реслманія, яка транслювалася на Binge в Австралії. У підсумку, це буде остання Реслманія, коли WWE все ще належала та контролювалася родиною Макменів, оскільки 3 квітня, наступного дня після події, було підтверджено, що компанія була продана Endeavour . Продаж було завершено 12 вересня, коли WWE об'єдналася з Ultimate Fighting Championship і стала підрозділами нової організації під назвою TKO Group Holdings.
Кард включав загалом 15 матчів, вісім першого вечора, і сім другого. У головній події Вечора 1 Кевін Оуенс і Семі Зейн перемогли Усо (Джей Усо та Джиммі Усо) і виграли Беззаперечне Командне Чемпіонство WWE, поклавши край рекордному рейну у 622 дні. Це також був перший раз, коли командний матч за титул був у головній події Реслманії, і лише другий раз, коли командний матч був головною подією, після Реслманії I у березні 1985 року. В інших матчах, Сет «Freakin» Роллінз переміг Логана Пола, Рей Містеріо переміг Домініка Містеріо, Рія Ріплі перемогла Шарлотт Флер і виграла Чемпіонство SmackDown серед жінок, а у матчі-відкритті, Остін Тіорі переміг Джона Сіну, зберігши титул чемпіона Сполучених Штатів. Подія також включала повернення на ринг Пета Макафі, який провів свій перший матч після SummerSlam 2022 року, а також дебют на рингу WWE Снуп Догга, які обидва перемогли Міза в імпровізованих поєдинках, причому останній відбувся на Вечір 2.
У головній події другого вечора, Роман Рейнс переміг Коді Роудса, щоб зберегти титул Беззаперечного Чемпіона Всесвіту WWE . Це згодом зробило Рейнса другим реслером після Халка Хогана, який тричі поспіль брав участь у Реслманіях як чемпіон світу протягом того самого рейну, але це зробило його єдиним реслером, який захистив чемпіонство світу на кожній з них. В інших матчах, Едж переміг «Демона» Фінна Балора в матчі Hell in a Cell, Гюнтер переміг Шеймуса та Дрю Макінтайра в матчі потрійної загрози, щоб зберегти Інтерконтинентальне Чемпіонство, Б'янка Белейр перемогла Аску, щоб зберегти Чемпіонство Raw серед жінок, а у матчі відкритті, Брок Леснар переміг Омоса . Вечір 2 також відзначився поверненням Шейна Макмена, який востаннє з'являвся на Королівській Битві у 2022 році.
Подія отримала загалом позитивні відгуки критиків; Матчі за Беззаперечні Командні титули WWE, Інтерконтинентальне чемпіонство, і матч за Чемпіонство SmackDown серед жінок були виділені як основні моменти всієї події, причому Дейв Мельтцер оцінив перші два по п'ять зірок. Критики також високо оцінили чотиристоронній чоловічий командний матч-виставу, Логан Пол проти Сета «Фрікіна» Роллінза, Рей Містеріо проти Домініка Містеріо та матч «Пекло в клітці». Однак, незважаючи на те, що матч за Беззаперечне Чемпіонство Всесвіту WWE також хвалили, його кінцівку розкритикували за повторюваність.

## Продакшн

### Передумови

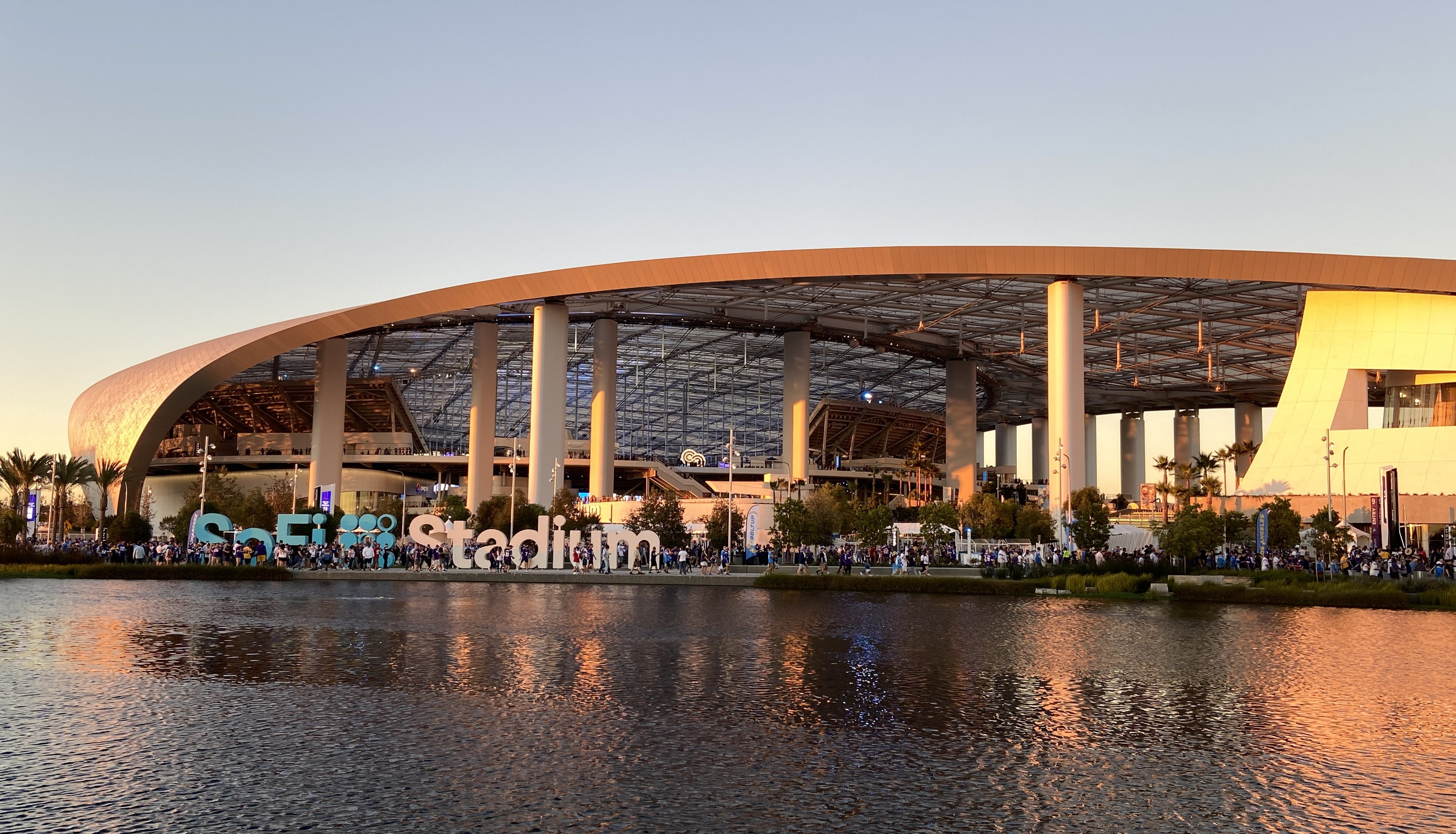
Подія проходила на стадіоні SoFi in Інглвуді, Каліфорнія.

Реслманія — це головне шоу WWE з оплатою за перегляд (PPV) у прямому етері, яке вперше відбулося в 1985 році. Це був перший PPV, створений компанією, а також перша велика подія WWE, доступна у прямому етері на стрімінговій платформі, коли компанія запустила WWE Network у лютому 2014 року. Це найтриваліша подія у професійному реслінгу в історії, який проводиться щорічно між серединою березня та серединою квітня. Разом із Королівською Битвою, SummerSlam, Survivor Series і Money in the Bank, це одна з п'яти найбільших подій року компанії, яку називають «Велика п'ятірка». Реслманія займає шосте місце серед найбільш дорогих спортивних брендів у світі за версією Forbes і був названий Супербоулом спортивних розваг. Подібно до Супербоулу, міста претендують на право проведення Реслманії. На Реслманії 39 були представлені реслери з брендів Raw і SmackDown. 27 лютого 2023 року стало відомо, що діючий реслер WWE Міз буде ведучим шоу. Офіційними темами заходу були " Less than Zero " від The Weeknd і " Hollywood Swinging " від Kool & the Gang.
10 лютого 2020 року WWE оголосили, що 28 березня 2021 року на стадіоні SoFi в Інглвуді, штат Каліфорнія, пройде Реслманія 37, яка буде рекламуватися як "Реслманія Голлівуд ". Рестлінг журналіст Дейв Мелтцер повідомив, що WWE спочатку наполягала на тому, щоб стадіон SoFi приймав WrestleMania у 2022 році, щоб рекламувати подію як та, що має більшу загальну відвідуваність, ніж Супер Боул LVI (який проходив у тому самому місці в лютому того ж року). Однак міська влада Інглвуда віддала перевагу проведенню WrestleMania у 2021 році для підготовки до Супер Боулу LVI.
Однак у розпал пандемії COVID-19 у жовтні 2020 року в Wrestling Observer Newsletter повідомили, що WWE розглядає можливість перенесення Реслманії 37, оскільки пандемія в Каліфорнії робила менш імовірним те, що подія може пройти при глядачах у заплановану дату. Повідомляється, що WWE планувала перенести подію на стадіон Реймонда Джеймса в Тампі, штат Флорида, де спочатку планувалося провести Реслманія 36 до того, як початок пандемії змусив компанію провести подію в тренувальному центрі WWE в Орландо . Наприкінці вересня 2020 року губернатор Флориди Рон ДеСантіс скасував усі обов'язкові обмеження пропускної здатності в штаті, хоча спортивні команди продовжували добровільно вводити обмеження пропускної здатності на основі федеральних вказівок. Каліфорнія дозволила знову відкрити стадіони просто неба для відвідувачів у штаті лише з 1 квітня 2021 року з обмеженням місткості на основі позитивного випадку в окремих регіонах.

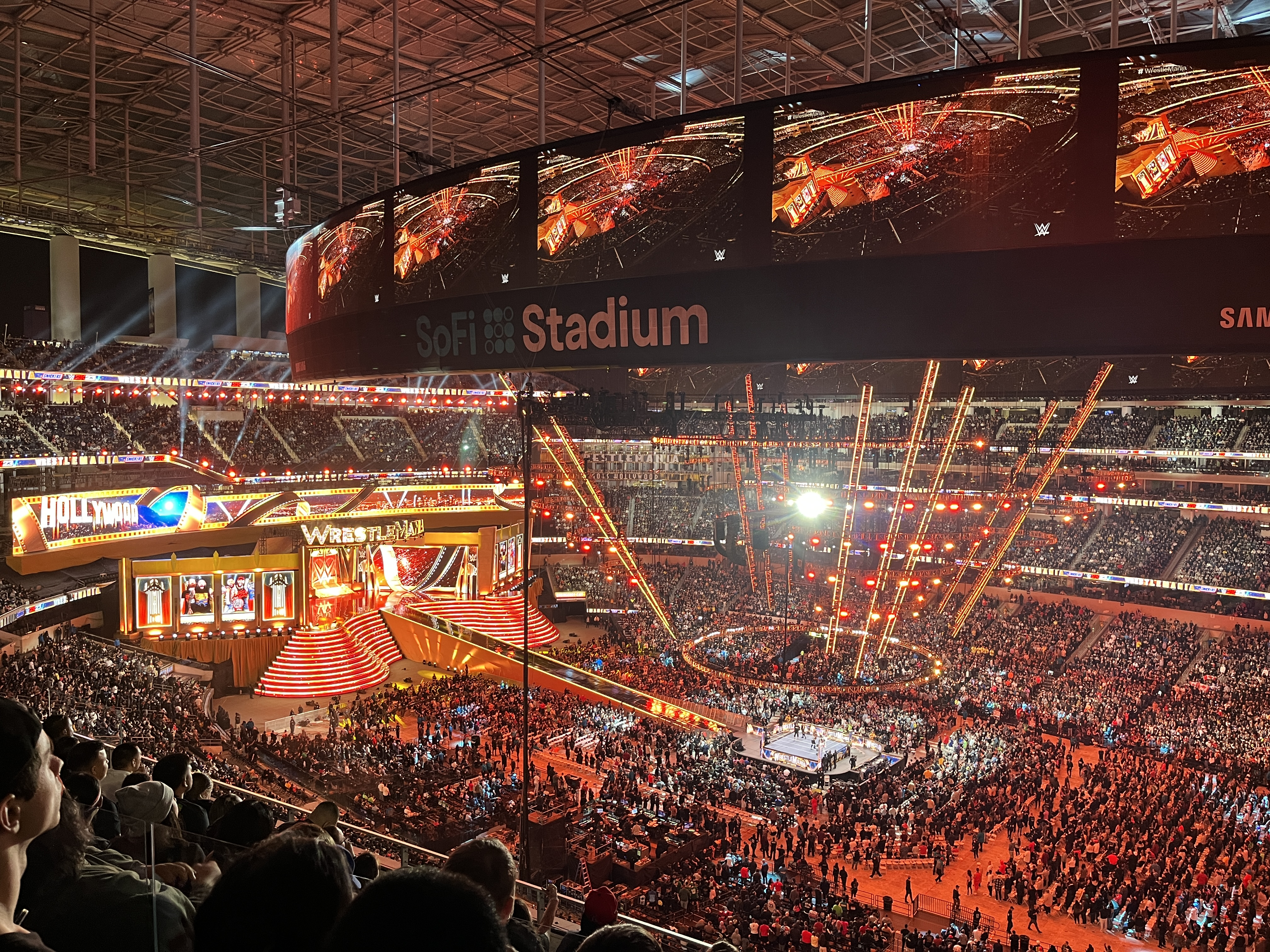
Всередині стадіону SoFi під час Реслманії 39 Вечір 1.

16 січня 2021 року WWE офіційно оголосила, що Реслманія 37 була перенесена в Тампу, і що замість цього в Інглвуді відбудеться Реслманія 39 у 2023 році, причому буде перенесено вищезгаданий бренд на тему «Голлівуду». Реслманія 39 була першою після Реслманії 21 у Великому Лос-Анджелесі та сьомою у штаті Каліфорнія (після 2, VII, XII, 2000, 21 та 31). Спочатку було оголошено, що подія відбудеться лише в неділю, 2 квітня 2023 року, але під час Реслманії 38 було зазначено, що, як і попередні три події Реслманії, Реслманію 39 було розширено до двох вечорів, запланованих на суботу, 1 квітня та неділю, 2 квітня. Реслманія 39 також була першою, яка проходила на офіційному Олімпійському стадіоні, оскільки стадіон Sofi є одним із двох основних місць проведення Літніх Олімпійських ігор 2028 року в Лос-Анджелесі, і третьою після Pontiac Silverdome (Реслманія III) та AT&T Стедіум (32 і 38) буде проведено у місці проведення Чемпіонату світу з футболу, оскільки це також один зі стадіонів, на якому відбудуться матчі турніру 2026 року .
Квитки на подію надійшли в продаж 12 серпня 2022 року. WWE також оголосила, що WrestleMania Priority Passes будуть доступні з 22 липня. Ці абонементи включали місця першого класу, окремий вхід на стадіон, преміальні пропозиції та зустрічі з діючими реслерами та легендами WWE. Продажі квитків на WrestleMania 39 встановили рекорд компанії: понад 90 000 квитків було продано протягом перших 24 годин, що більше, ніж на будь-яку іншу подію в історії WWE.
WrestleMania була створена власником WWE Вінсом Макменом . У липні 2022 року Макмен оголосив про свою відставку після того, як з 1982 року обіймав посаду голови та головного виконавчого директора (CEO) компанії. Його донька Стефані Макмен разом із президентом WWE Ніком Ханом стали співвиконавчими директорами, а перша також стала головою WWE. Зять Вінса — чоловік Стефані — Пол «Triple H» Левеск взяв на себе творчий контроль. Стефані залишить посаду співвиконавчого директора та голови правління в січні 2023 року, а Вінс повернеться на посаду виконавчого голови, а Хан стане єдиним CEO. Хоча Вінс повернувся на виконавчу роль, Triple H зберіг повний творчий контроль над букінгом сюжетних ліній WWE.

### Мовлення
На додаток до трансляції з традиційною оплатою за перегляд, WrestleMania 39 була доступна для прямої трансляції на Peacock у Сполучених Штатах і WWE Network на більшості міжнародних ринків. Це також була перша Реслманія, яка транслювалася на Binge в Австралії після того, як у січні австралійська версія WWE Network була об'єднана в потоковий сервіс Foxtel Binge.

### Участь знаменитостей

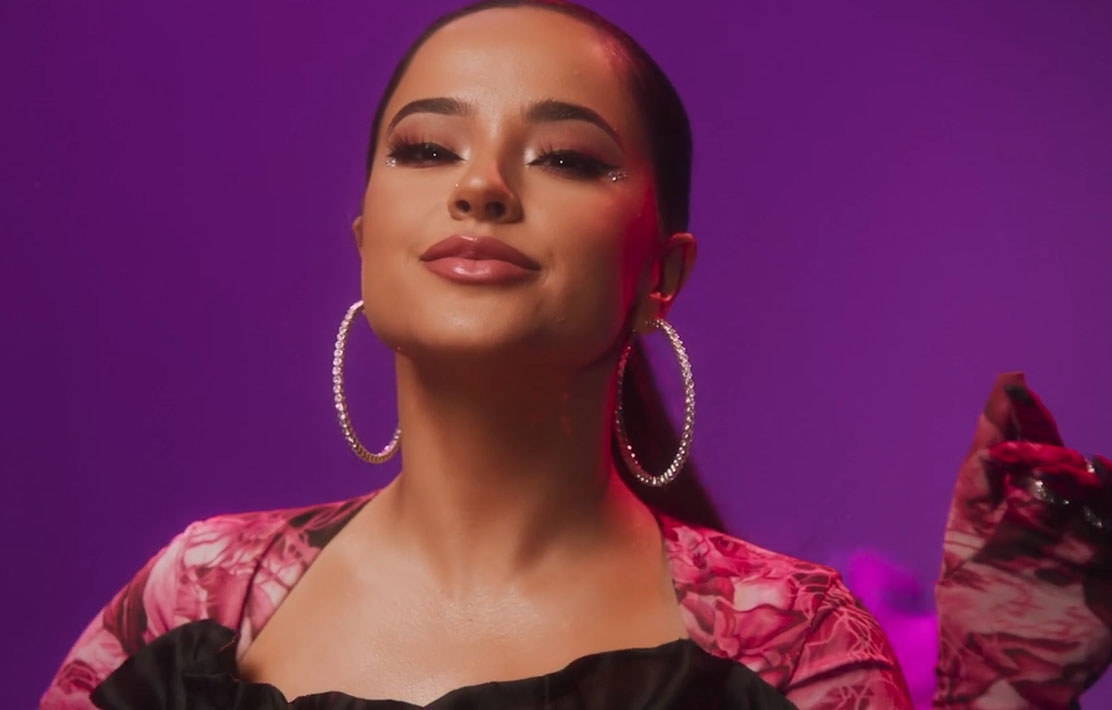
Беккі Джі заспівала «America the Beautiful», відкривши Вечір 1.

За традицією Реслманії, знаменитості за межами WWE брали участь у різних ролях. Поп / реггетон співачка Беккі Джі виконала «America the Beautiful» для Вечора 1, тоді як співак кантрі Джиммі Аллен зробив те саме для Вечора 2. Актор і комік Кевін Харт відкривав обидва вечори події. Репер і член Залу слави WWE Снуп Догг разом із Мізом був одним із ведучих заходу, виїздив з Реєм Містеріо під час його виходу у Вечір 1 на честь Едді Герреро та провів імпровізований бій під час Вечору 2. Репер Bad Bunny також був запрошеним коментатором іспанської команди коментаторів матчу Містеріо. Ютубер, репер і боксер KSI брав участь у матчі Логана Пола першого вечора, замаскований під талісман енергетичного напою Prime, бренду, яким він володіє разом із Полом. Тайт-енд «Сан-Франциско 49ерс» Джордж Кіттл був присутній і асистував Пету Макафі в його матчі проти Міза першого вечора. Репер Lil Uzi Vert виконав частину своєї пісні "Just Wanna Rock " перед головною подією Вечора 1.

### Інші події тижня Реслманії
У рамках святкування Реслманії, WWE провела низку заходів протягом тижня. Тиждень розпочався зі спеціального випуску «WrestleMania Edition» Monday Night Raw, 27 березня, яке відбулося у Footprint Center у Фініксі, штат Арізона . Увечері перед Реслманія 39, 31 березня, WWE розпочала WrestleMania Weekend спеціальним випуском «WrestleMania Edition» Friday Night SmackDown, на якому відбувся батл-роял пам'яті Андре Гіганта, яку виграв Боббі Лешлі . Одразу після SmackDown розпочалася церемонія введення в Зал слави WWE 2023 . У суботній день Реслманії підготовчий бренд WWE NXT провів щорічну подію Тижня Реслманії Stand & Deliver . Тиждень Реслманії завершився Raw після Реслманії 3 квітня. Усі події вихідного дня проходили в прямому ефірі на арені Crypto.com у центрі Лос-Анджелеса .
1 лютого, 12 реслерів WWE взяли участь у зйомках епізоду «Колесо фортуни» для тематичного тижня WWE, який транслювався під час тижня Реслманії. У ньому був представлений формат 1996—1998 років, коли 12 гравців, три учасники, які набрали найбільшу кількість балів, виходили до п'ятничного фіналу, а переможець серед цивільних заробляв путівку на WrestleMania. Член Залу слави WWE Андертейкер також привіз своє 1 deadMAN Show до Лос-Анджелеса під час вікенду Реслманії, яке є гастрольним шоу однієї людини, у якому він розповідає історії зі своєї 30-річної кар'єри. Він відбувся в The Novo на LA Live 31 березня об 23:00 за східним часом .

### Рекламні пародії на фільми
Подібно до Реслманія 21, яка також мала голлівудську тему, Реслманія 39 рекламувалася на телебаченні за допомогою серії пародійних фільмів і телевізійних трейлерів з талантами WWE, які грали головні ролі з відомих фільмів і шоу.
Серед них:
- Джокер із Сетом «Фрікін» Роллінзом, який зображує Джокера в сцені, де він танцює, йдучи вниз по сходах перед тим, як зіткнутися з Беккі Лінч, яка зображує Бетмена (хоча Бетмен не з'являвся в цьому фільмі, образ Лінч був схожий на Бетмена Крістіана Бейла в Трилогії Темного Лицаря).[36]
- Топ Ган з Мізом і Маріс, які виходять з літака у костюмах пілотів.[37]
- «Дивні дива» з Рією Ріплі, яка зображує «Одинадцять», з голосом Джона Сіни, який зображує Мартіна Бреннера, який намагається витягнути її психічні здібності.[38]
- Титанік з Б'янкою Белейр і Монтезом Фордом, які відтворюють сцену Джека і Роуз на передній частині корабля.[39]
- 40-літній незайманий з Дрю Макінтайром і The Brawling Brutes (Шеймус, Рідж Холланд і Бутч), які відтворюють сцену депіляції грудей воском, коли Голланду роблять депіляцію грудей.[40]
- Славні хлопці із The Bloodline (Роман Рейнс, Джей Усо, Джиммі Усо, Соло Сікоа та Пол Гейман), що відтворюють барну сцену.[41]

### Сюжетні лінії
Подія включала матчі, кожен з яких був результатом сюжетних ліній. Результати були заздалегідь визначені сценаристами WWE щодо брендів Raw і SmackDown, а сюжетні лінії створювалися в щотижневих телевізійних шоу WWE Monday Night Raw і Friday Night SmackDown .

#### Матчі головної події

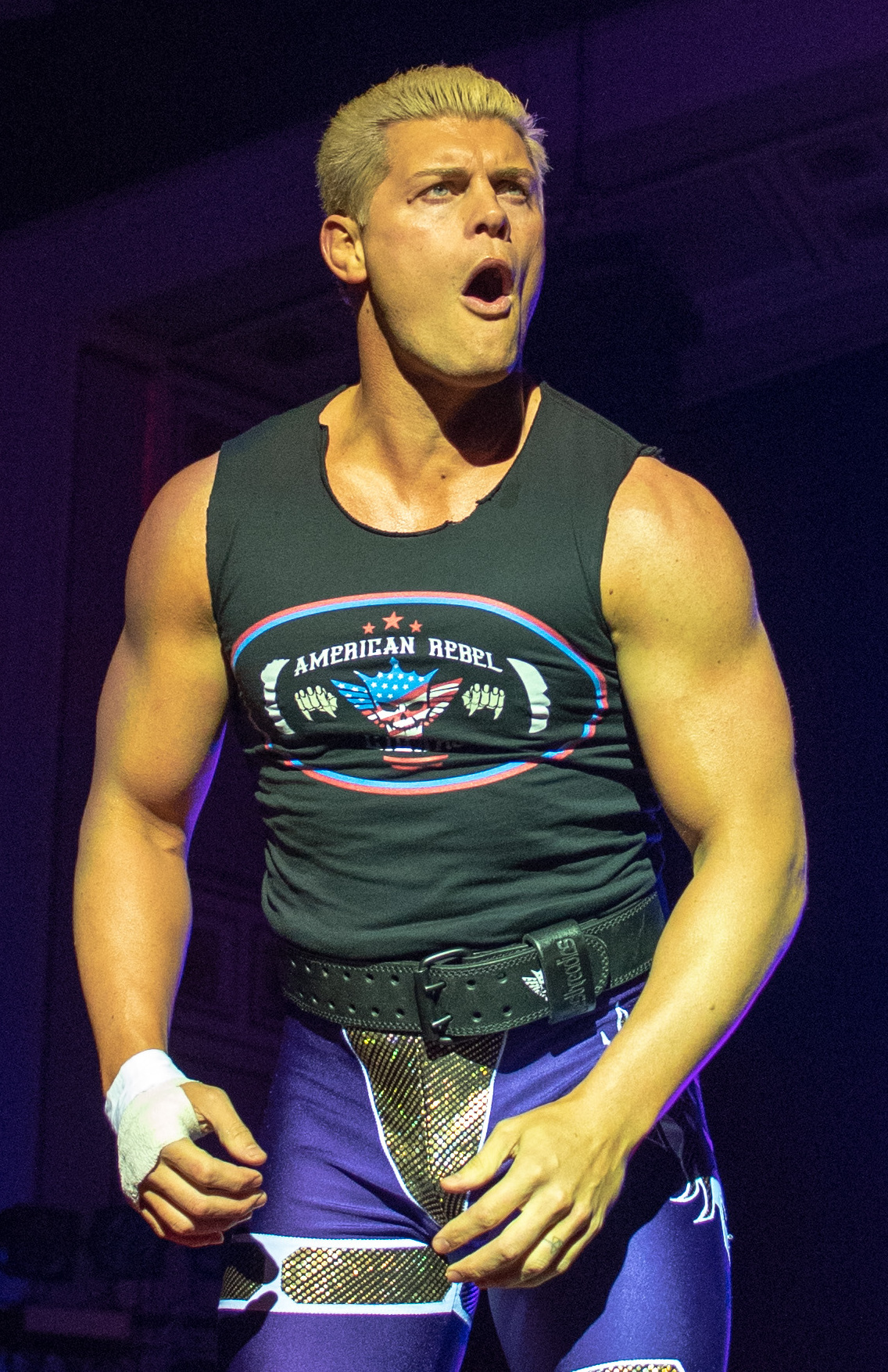
Коді Роудс, який повернувся до WWE на Реслманії минулого року, змагався за Беззаперечне Чемпіонство Всесвіту WWE на Реслманії 39 у головній події Вечора 2.

На Реслманії 38 Коді Роудс несподівано повернувся до WWE після того, як шість років не працював у компанії — протягом цього часу він відновив себе, беручи участь у різних інших промоушенах, і допоміг заснувати All Elite Wrestling (AEW) у січні 2019 року На тій же події Роман Рейнс став Беззаперечним Чемпіоном Всесвіту WWE, зберігши Всесвітнє Чемпіонство SmackDown і вигравши Чемпіонство WWE Raw. На Raw після Реслманії Роудс заявив, що повернувся, щоб виграти Чемпіонство WWE не лише заради себе, але й заради свого покійного батька, Дасті, який ніколи не вигравав титул. У червні, Роудс отримав травму грудної клітки, через яку вибув на кілька місяців. На Королівській Битві 2023 Роудс повернувся та виграв чоловічий матч Королівської Битви, щоб отримати бій проти Рейнса за Беззаперечне Чемпіонство Всесвіту WWE на Реслманії 39 у головній події Вечора 2. У той час як Роудс просто хотів виграти чемпіонство, щоб принести честь своїй родині, Рейнс через свого спеціального радника Пола Геймана, зробив це особистим, при цьому Гейман заявив, що останні слова Дасті до нього були такими: хоча Коді був його улюбленим сином, однак Рейнс, якого тренував Дасті, був сином, якого він завжди хотів. На випуску SmackDown від 3 березня Роудс вперше зіткнувся з Рейнсом віч-на-віч. Роудс стверджував, що протягом своєї кар'єри він завжди долав труднощі, і зробить це знову на Реслманії. Рейнс підтвердив слова Геймана, а потім сказав Роудсу, що на Реслманії, якщо Дасті чогось не навчив свого сина, це зробить Рейнс. Цей матч також робить Рейнса першим реслером, який захищав титул чемпіона світу на трьох Реслманіях підряд під час того самого рейну.
З кінця 2020 року Кевін Оуенс постійно ворогував з Бладлайн. На Survivor Series: WarGames у листопаді 2022 року Оуенс був у команді суперників у матчі WarGames проти Бладлайн, до якого входив давній друг-ворог Оуенса Семі Зейн, який приєднався до Бладлайну як почесний член у середині 2022 року. Бладлайн переміг на Survivor Series завдяки зраді Зейна Оуенсу. Після того, як лідер Бладлайн Роман Рейнс переміг Оуенса на Королівській Битві 2023, учасники Бладлайн Усо (Джей Усо та Джиммі Усо) і Соло Сікоа напали на Оуенса, а Зейн невпевнено спостерігав. Потім Зейн втрутився, коли Рейнс збирався вдарити Оуенса сталевим стільцем по голові, після чого Рейнс наказав Зейну напасти на Оуенса стільцем, але Зейн зрадив Рейнса і вдарив його стільцем. Зейн вибачився перед Джеєм, з яким він зблизився, але Джиммі, Сікоа та Рейнс напали на Зейна, коли емоційно засмучений Джей покинув ринг, а решта Бладлайн продовжила напад. Це призвело до матчу між Рейнсом і Зейном на Elimination Chamber, де Рейнс переміг, але після матчу Оуенс перешкодив Бладлайн (за винятком відсутнього Джея) від подальшої атаки на Зейна. Наступного Raw Зейн сказав, що, незважаючи на їхню важку історію, він і Оуенс повинні працювати разом, щоб знищити Бладлайн. Оуенс сказав, що він допомагав Зейну лише для того, щоб родині Зейна не довелося бачити, як його знищують, як це зробив Оуенс перед своєю родиною під час Королівської битви, і він сказав Зейну, що продовжуватиме битися сам. Протягом наступних тижнів Зейн намагався переконати Усо, що Рейнс маніпулює ними. Джиммі зберігав вірність своїй родині, тоді як невпевненість Джея тривала до епізоду Raw 6 березня, де він, здавалося, став на бік Зейна, але потім пішов проти нього, оскільки Зейн не був сім'єю. Наступного тижня опонент Рейнса на Реслманії Коді Роудс спробував допомогти вирішити проблеми між Оуенсом і Зейном, але Оуенс відмовився; однак пізніше тієї ночі Оуенс прийшов на допомогу Зейну, який потрапив у засідку Усо, і Оуенс та Зейн обійнялися. 20 березня на випуску Raw Усо прийняли виклик Овенса та Зейна на матч на Реслманії 39 за Беззаперечне командне Чемпіонство WWE . Матч був запланований на Вечір 1 як той, що стане головною подією, ознаменувавши другу Реслманію, в якій командний матч був головною подією, після найпершої Реслманії в березні 1985 року, але вперше для командного чемпіонського матчу у головній події Реслманії.

#### Матчі в андеркарді
На Королівській Битві Рія Ріплі з Raw виграла жіночий матч Королівської Битви, щоб отримати чемпіонський матч серед жінок на свій вибір на Реслманії 39. Наступного епізоду Raw вона вирішила кинути виклик Шарлотті Флер за Чемпіонство SmackDown серед жінок, організувавши реванш між двома з Реслманії 36 у 2020 році, де Флер виграла того року Королівську Битву і вибрала та перемогла Ріплі за Чемпіонство NXT серед жінок . Згодом це ознаменувало перший реванш з Реслманії серед жінок, який відбувся на Реслманії, який був запланований на перший вечір події.
У зв'язку з тим, що переможець вищезазначеного жіночого матчу Королівської Битви обирає Чемпіонство SmackDown серед жінок, для однойменної події було заплановано матч Elimination Chamber, щоб визначити претендента Б'янки Белейр за Чемпіонство Raw серед жінок на Реслманії 39. Матч виграла Аска, і титульний матч був запланований на Вечір 2.
20 лютого на випуску Raw Омос і його менеджер MVP посилалися на матч між Броком Леснаром і Боббі Лешлі на Elimination Chamber. MVP назвав Леснара боягузом і стверджував, що Леснар навмисно дискваліфікував себе, оскільки Леснар знав, що не зможе вирватися з больового Лешлі Хьорт Лока. Наступного тижня MVP запросив Леснара на Raw прийняти виклик Омоса на матч на Реслманії 39 Наступного тижня, після того, як MVP викликав його на матч, Леснар погодився, і матч було призначено на Вечір 2
10 березня на випуску SmackDown відбувся п'ятисторонній поєдинок, де переможець зустрінеться з Гюнтером за титул інтерконтинентального чемпіона на Реслманії 39. Матч закінчився подвійною нічиєю, а Дрю Макінтайр і Шеймус були названі співпереможцями. Тоді було оголошено, що наступного тижня ці двоє зійдуться один з одним, щоб визначити остаточного претендента номер один, однак цей матч закінчився без результату після того, як Імперіум (Гюнтер, Людвіг Кайзер і Джованні Вінчі) напали на обох учасників . Тоді офіційний представник WWE Адам Пірс вирішив, що Гюнтер захищатиме чемпіонство проти Макінтайра та Шеймуса в матчі потрійної загрози на Реслманії 39 у Вечір 2.

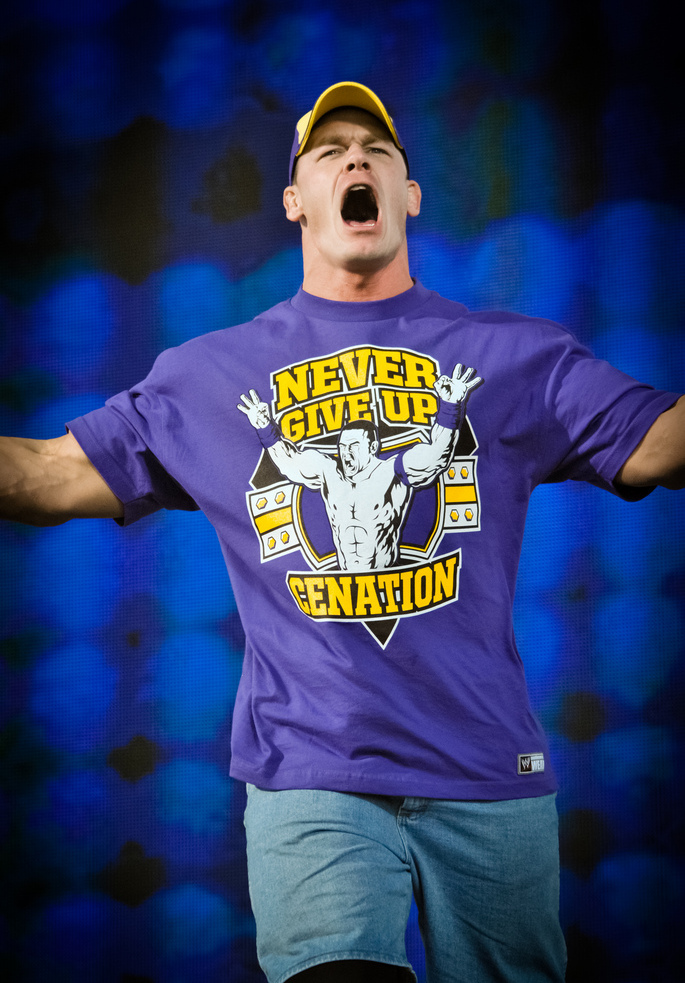
Джон Сіна змагався за титул чемпіона Сполучених Штатів WWE на Реслманії 39, що стало його першою появою на Реслманії після Реслманії 36 у 2020 році. Згодом його матч відкрив Вечір 1 і був другим випадком, коли Сіна змагався у матчі-відкритті Реслманії, після Реслманії XX у 2004 році, який був за той самий титул.

З квітня 2022 року Остін Тіорі та Джон Сіна агітували матч один проти одного в соціальних мережах. Ці двоє ненадовго зіткнулися віч-на-віч під час святкування 20-річчя виступів Сіни 27 червня 2022 року на випуску Raw, де Тіорі висміював Сіну та називав його поза зоною досяжності. У лютому 2023 року під час прес-конференції після події Elimination Chamber після того, як Тіорі зберіг титул чемпіона Сполучених Штатів на шоу, Тіорі був роздратований тим, що всі запитували про Сіну, а не про його власні досягнення. Після того, як було оголошено, що Сіна повернеться на випуску Raw 6 березня, Тіорі заявив, що знову тепло зустріне його. Тіорі зіткнувся з Сіною на тому ж випуску та заявив, що Сіна надихає його, а потім викликав Сіну зустрітися з ним на Реслманії 39 в матчі за Чемпіонство Сполучених Штатів, однак Сіна відмовився, оскільки відчував, що Тіорі не був готовий. Після деяких вмовлянь від Тіорі, Сіна дозволив своєму рідному місту Бостону ухвалити рішення, і вони закликали, що хочуть побачити матч, що спонукало Сіну прийняти виклик. 24 березня було підтверджено, що матч відкриє Вечір 1
На Королівській Битві Логан Пол, який вибув через травму після Crown Jewel у листопаді 2022 року, несподівано повернувся як учасник у чоловічому матчі Королівської Битви і усунув Сета «Фрікін» Роллінза. Після цього Роллінз почав нецензурно висловлюватися на Пола в інтерв'ю, заявляючи, що він не хоче, щоб Пол був у WWE. На Elimination Chamber під час титульного матчу Пол пробрався в клітку знищення і напав на Роллінза, що коштувало йому чемпіонства Сполучених Штатів. Пол прийняв запрошення Роллінза з'явитися на випуску Raw 6 березня, де Роллінз хотів битися, але Пол відмовився і заявив, що не буде битися безкоштовно, і натякнув, що вони можуть битися на Реслманії 39. Тоді ведучий Реслманії Міз заявив, що він може зробити матч офіційним, і пізніше це було підтверджено. У своєму подкасті Impaulsive Пол заявив, що матч відбудеться першого вечора.
На SummerSlam у липні 2022 року Бейлі повернулася після травми разом із Дакотою Кай та Ійо Скай після матчу Беккі Лінч. Лінч взяла відпустку через атаку Бейлі, Кая та Скай, і ці троє назвали себе Damage CTRL . Лінч повернулася в листопаді і очолила свою команду, перемігши команду Damage CTRL у матчі WarGames на Survivor Series: WarGames. Протягом наступних кількох тижнів Damage CTRL продовжували націлюватися на Лінча, а на випуску Raw від 6 лютого 2023 року, під час матчу у сталевій клітці між Лінч і Бейлі, член Залу слави WWE Літа повернулася та завадила Кай та Скай втрутитися в матч, що дозволило Лінч перемогти Бейлі. Потім Лінч і Літа перемогли Кай і Скай на випуску від 27 лютого, щоб виграти Командне Чемпіонство WWE серед жінок, завдяки Тріш Стратус, члену Залу Слави, яка повернулася, та завадила Бейлі втрутитися. Наступного тижня Стратус, яка завершила кар'єру на SummerSlam у 2019 році, заявила, що повертається на ринг, щоб вона, Лінч і Літа могли кинути виклик Damage CTRL на командний матч із шістьма жінками на Реслманії 39, і Damage CTRL прийняли. У «Шоу Томмі Тірнана» Лінч підтвердила, що матч відбудеться першого вечора
На Реслманії 38 Едж виграв свій матч завдяки відволіканню від Деміана Пріста . Тоді вони сформували фракцію під назвою Судний день . Протягом наступних кількох місяців до урупування також приєднаються Рія Ріплі та Фінн Балор. Однак у червні Балор, Пріст і Ріплі атакували Еджа, вигнавши його з групи. У вересні Судний День завербували Домініка Містеріо . Едж продовжував свою ворожнечу з Судним Днем протягом наступних кількох місяців, і він зі своєю дружиною Бет Фінікс об'єдналися, щоб перемогти Балора та Ріплі на Elimination Chamber. Наступного епізоду Raw, Едж, який відчував, що його ворожнеча з Судним днем закінчилася, програв свій матч за титул Сполучених Штатів після втручання Балора. Наступного тижня Балор сказав, що їхню ворожнечу не закінчено, і викликав Еджа на матч на Реслманії 39 На випуску наступного тижня, Едж втрутився в матч Балора, в результаті чого той програв, і Едж викликав Балора зустрітися з ним наодинці наступному епізоду. Там вони домовилися про матч Hell in a Cell на Реслманії 39, де Едж хотів би зіткнутися з персонажем «Демона» Балора і Балор погодився. Матч було заплановано на Вечір 2.
На випуску SmackDown від 17 березня було оголошено, що на Реслманії 39 відбудуться два виставкові матчі, які будуть два чотиристоронніми командними матчами, по одному для чоловіків і жінок. Того вечора розпочалися відбіркові матчі жіночого шоукейсу. Лів Морган і Ракель Родрігес кваліфікувалися першими, перемігши Теган Нокс і Емму . Наступного тижня Наталя та Шоці пройшли кваліфікацію, перемігши Заю Лі та Лейсі Еванс, а після матчу були додані Ронда Роузі та Шайна Бейзлер, оминаючи відбірковий матч. Останній кваліфікаційний матч відбувся 27 березня на випуску Raw, де Челсі Грін і Соня Девіль пройшли кваліфікацію, перемігши «Мічін» Мію Їм і Кендіс Лерей . Відбіркові матчі для чоловічого виставкового матчу не проводилися, оскільки всі чотири команди були оголошені 20 березня: Брон Строуман і Рікошет, The Viking Raiders (Ерік та Івар), The Street Profits (Анджело Докінз і Монтез Форд) і Alpha Academy (Чад Гейбл). і Отіс). Чоловічий шоукейс був запланований на Вечір 1, а жіночий — на Вечір 2.
У Рея Містеріо також були свої проблеми із Судним Днем, які лише посилилися, коли його власний син Домінік зрадив його, і приєднався до Судного Дня на Clash at the Castle у вересні 2022 року Рей відмовився битися з власним сином і збирався залишити WWE, але його переконали залишитися, і його обміняли на бренд SmackDown, щоб уникнути Судний День на Raw. Однак їхні шляхи знову перетнуться на Королівській Битві. Рей мав брати участь у чоловічому матчі Королівської Битви, але він так і не вийшов, коли заграла його музична тема. Потім вийшов Домінік з маскою Рея, маючи на увазі, що він напав на свого тата, щоб не дати йому вийти. Після того, як Рія Ріплі з Судного Дня виграла жіночу Королівську Битву, і вирішила боротися за Чемпіонство SmackDown серед жінок, угрупування почало з'являтися на SmackDown, тому Домінік знову почав діставати свого батька. На випуску від 10 березня, після того як було оголошено, що Рей стане першим членом Залу слави WWE у 2023 році, Судний день перервав, і Домінік заявив, що його тато не заслуговує на визнання. Наступного тижня емоційний Рей сказав, що хотів би, щоб Домінік був поруч із ним під час церемонії вступу в Зал Слави, але Домінік натомість спробував підштовхнути Рея до матчу на Реслманії 39. Рей, однак, підтвердив свою позицію, що не буде битися зі своїм сином. На випуску 24 березня, сім'я Містеріо була присутня на матчі Рея, який він програв через втручання Домініка. Після цього Домінік проявив неповагу до матері та сестри, що змусило Рей втрутитися та вдарити Домініка. Тоді Рей прийняв виклик на матч на Реслманії 39, який був запланований на Вечір 1. Протягом цього часу Legado Del Fantasma (Сантос Ескобар, Хоакін Уайлд, Круз Дель Торо та Зеліна Вега) допомогли Рею проти Судного Дня. На випуску SmackDown від 31 березня вони сказали, що підтримають Рея, якщо Судний День спробує втрутитися на Реслманії, і Рей відродив Latino World Order (LWO), фракцію, членом якої Рей був у WCW .

#### Скасований матч
На SmackDown перед Elimination Chamber Брей Ваятт заявив, що на Реслманії він кине виклик переможцю поєдинку Брока Леснара проти Боббі Лешлі, який відбудеться на Elimination Chamber. Лешлі виграв матч шляхом дискваліфікації, а наступного Raw він сказав, що ніхто, включно з Вяттом, не зможе вирватися з його больового Хьорт Лок, і заявив, що всі повинні виявляти йому повагу, інакше він їх принизить. Після цього Вятт почав грати ігри розуму з Лешлі на наступних епізодах Raw і SmackDown, що ще більше розлютило його. Потім Лешлі з'явився на випуску SmackDown від 3 березня, щоб протистояти Вятту, але натомість зіткнувся зі спільником Ваятта дядьком Хауді, від якого Лешлі відбився. Однак пізніше того ж місяця, коли Уайетт був відсутній, цю сюжетну лінію було відкинуто. Тоді повідомлялося, що Уайатт мав справу з невідомою хворобою. 19 серпня було виявлено, що хвороба загрожує життю, але він робить позитивний прогрес у напрямку повернення. Однак лише через п'ять днів, 24 серпня, Вятт несподівано помер від серцевого нападу . Також було виявлено, що хвороба була COVID-19, яка загострила існуючу проблему з серцем.

## Подія

### Вечір 1
| Роль                   | Ім'я                                      |
| ---------------------- | ----------------------------------------- |
| Англійські коментатори | Майкл Коул                                |
| Англійські коментатори | Корі Грейвс                               |
| Англійські коментатори | Тайтус О'Ніл (Чоловічий виставковий матч) |
| Іспанські коментатори  | Марсело Родрігес                          |
| Іспанські коментатори  | Джеррі Сото                               |
| Іспанські коментатори  | Bad Bunny (Рей vs. Домініка)              |
| Ринг анонсери          | Майк Ром (Raw)                            |
| Ринг анонсери          | Саманта Ірвін (SmackDown)                 |
| Судді                  | Данило Анфібіо                            |
| Судді                  | Шон Беннетт                               |
| Судді                  | Джессіка Карр                             |
| Судді                  | Дафна Лашонн                              |
| Судді                  | Едді Оренго                               |
| Судді                  | Чед Паттон                                |
| Судді                  | Райан Тран                                |
| Судді                  | Род Сапата                                |
| Інтерв'юери            | Байрон Сакстон                            |
| Інтерв'юери            | Кеті Келлі                                |
| Панель перед показом   | Кайла Брекстон                            |
| Панель перед показом   | Пітер Розенберг                           |
| Панель перед показом   | Букер Т                                   |
| Панель перед показом   | Вейд Барретт                              |

#### Матчі
Субота Реслманії почалася з того, що ведучі Реслманії, Міз і Snoop Dogg, розігріли натовп на шоу.
У першому матчі Вечора 1 Остін Тіорі захистив титул чемпіона Сполучених Штатів Raw проти Джона Сіни. Під час матчу Сіна застосував STF до Тіорі, який вкусив Сіну за руку, щоб вирватися з больового. Виконавши Five Knuckle Shuffle на Тіорі, Сіна спробував провести Attitude Adjustment на Тіорі, однак Тіорі випадково вивів з ладу рефері перед тим, як вибратися. Під час кульмінації Сіна застосував больовий STF до Тіорі, який зрештою здався, однак рефері все ще був недієздатним. Коли Сіна намагався підняти рефері, Тіорі завдав Сіні удару поміж ніг і наніс A-Town Down, щоб зберегти титул.
Далі Браун Строумен і Рикошет, The Street Profits (Анджело Докінс і Монтез Форд), Alpha Academy (Чад Ґейбл і Отіс) і The Viking Raiders (Ерік і Івар у супроводі Валгалли) змагалися у чотиристоронньому виставковому матчі. Під час матчу між усіма чотирма командами виникло протистояння, а Viking Raiders домінували над трьома іншими командами. Зрештою, коли Рикошет намагався провести на Докінзі Shooting Star Press, Докінз підняв коліна, щоб блокувати удар. Потім Докінз поставив Рікошета на коліна, а Форд виконав «From the Heavens» сплеш на Рикошеті. Потім Докінз утримав Рикошета, вигравши матч.
Після цього, Сет «Фрікін» Роллінз зустрівся з Логаном Полом (у супроводі талісмана енергетичного напою Prime, одного з пов'язаних брендів Пола). Під час матчу Роллінз виконав Стомп на праву руку Пола, яка була на сталевих сходах. Пол, однак, все-таки зумів виконати удар правою рукою по Роллінзу, майже утримавши. Роллінз виконав Павербомбу на Полі та майже утримав. Коли Роллінз спробував провести Стомп, талісман Prime Energy витягнув Пола з рингу та виявивши, що це KSI. Роллінз зіткнувся з KSI, але Пол кинув Роллінза на ринг. Після того, як KSI та Пол очистили коментаторський стіл, Пол поклав Роллінза на стіл оголошень. Коли Пол спробував провести Стрибок Жаби (Frog Splash) на Роллінза на стіл, Роллінз потягнув KSI на стіл, і Пол ненавмисно виконав стрибок жаби на KSI. Повернувшись на ринг, Роллінз виконав Родовід (Pedigree) на Полі майже утримавши. Пол виконав стрибок жаби на Роллінза з верхнього канату та майже утримав. У завершальні моменти, коли Пол спробував провести Роллінзу Coast-To-Coast, Роллінз перевів у суперкік та виконав Стомп на Полі, та виграв матч.
У четвертому матчі Damage CTRL (Бейлі, Дакота Кай та Ійо Скай) зіткнулися з Літою, Тріш Стратус та Беккі Лінч. Перед початком матчу між усіма шістьма жінками виникла бійка. Зрештою, Літа виконала Twist of Fate на Скай, а Стратус виконала Chick Kick на Кай. Тоді Літа виконала Мунсолт на Кай та Скай. Бейлі зробила спробу Bayley-to-Bayley на Лінч з середнього канату, однак Лінч перевела і виконала Manhandle Slam на Бейлі, вигравши матч.
Далі, Рей Містеріо зіткнувся зі своїм сином Домініком Містеріо лише в другому в історії поєдинку батько-син на Реслманії (після Вінса Макмена проти Шейна Макмена на Реслманії X-Seven у квітні 2001 року), який спонсорував Cinnamon Toast Crunch . Під час матчу, Рей відправив Домініка в стійку рингу і атакував його ременем. Згодом, Домінік познущався над матір'ю та сестрою, які сиділи в першому ряду. Тоді біля рингу з'явилися товариші по команді Судний День — Фінн Балор і Деміан Пріст. Рей виконав 619 на Домініку та спробував сплеск жаби, однак Пріст відштовхнув Рея від кута рингу. Після того, як Рей провів «Ножиці» на Домініку з рингу, Легадо дель Фантасма (Сантос Ескобар, Хоакін Вайлд і Круз Дель Торо) вийшли і напали на Балора і Пріста. Домінік виконав 619 і сплеск жаби на Рея та майже утримав. Після цього Домінік оголив кут рингу, і поки рефері розбирався з цим, Домінік дістав ланцюг з піджаку Пріста. Коли Домінік намагався вдарити Рея ланцюгом, Bad Bunny, який був запрошеним іспанським коментатором, вирвав ланцюг у Домініка. Потім Рей провів 619 і Жаб'ячий сплеск на Домініку, щоб виграти матч. Після матчу Рей обійняв свою родину на рингу.
Після цього, Шарлотт Флер захищала титул чемпіонки SmackDown серед жінок проти Рії Ріплі. Коли Ріплі спробувала свій фінішер Riptide, Флер перевела його на DDT та майже утримала. Потім Ріплі виконала обернений німецький суплекс з верхнього канату на Флер та майже утримала. Флер провела «Природній відбір» на Ріплі, майже утримавши. Ріплі виконала суплекс на Флер, яка приземлився їй на обличчя. Потім Флер виконала Мунсолт на Ріплі на підлогу. Коли Флер спробувала Гарпун, Ріплі відійшла убік, і Флер ледь не зіткнулася з рефері. Ріплі виконала удар головою та Riptide на Флер та майже уторимала. Флейр провела Гарпун Ріплі майже утримавши. Тоді Флер провела фірмовий больовий захват ніг figure four, однак Ріплі дотягнувся до канатів, перервавши больовий. Потім Флер піднялася на верхній канат, намагаючись провести fallway slam на Ріплі, однак Ріплі вдарила голову Флер у верхню частину стійки рингу та виконала Ріптайд на Флер, вигравши титул, зробивши Ріплі першою жінкою, яка перемогла Флер у одиночному матчі на Реслманії. Також Ріплі стала першою жінкою, яка виграла Чемпіонства Raw, SmackDown, NXT, NXT UK і Командне Чемпіонство WWE.
Потім ведучі Реслманії Міз і Snoop Dogg оголосили про відвідуваність Першої ночі — 80 497 осіб. Потім Снуп Догг заявив, що єдина річ, яка є кращою за рекорд відвідуваності, — це участь Міза у матчі, так само як і Пет Макафі повернувся вперше після SummerSlam 2022. Снуп Догг, як співведучий, зробив матч офіційним. Під час матчу Макафі домінував над Мізом. В останній момент імпровізованого передостаннього матчу, Міз штовхнув гравця Сан Франциско 49ers Джорджа Кіттла, який сидів біля рингу. Після цього Кіттл перестрибнув барикаду та вдарив Міза без відома рефері. Потім McAfee провів Swanton з верхнього кута рингу на Міза. Потім Макафі виконав фірмовий удар ногою по Мізу, щоб виграти матч. Після матчу Макафі святкував з Кіттлом.

#### Головна подія

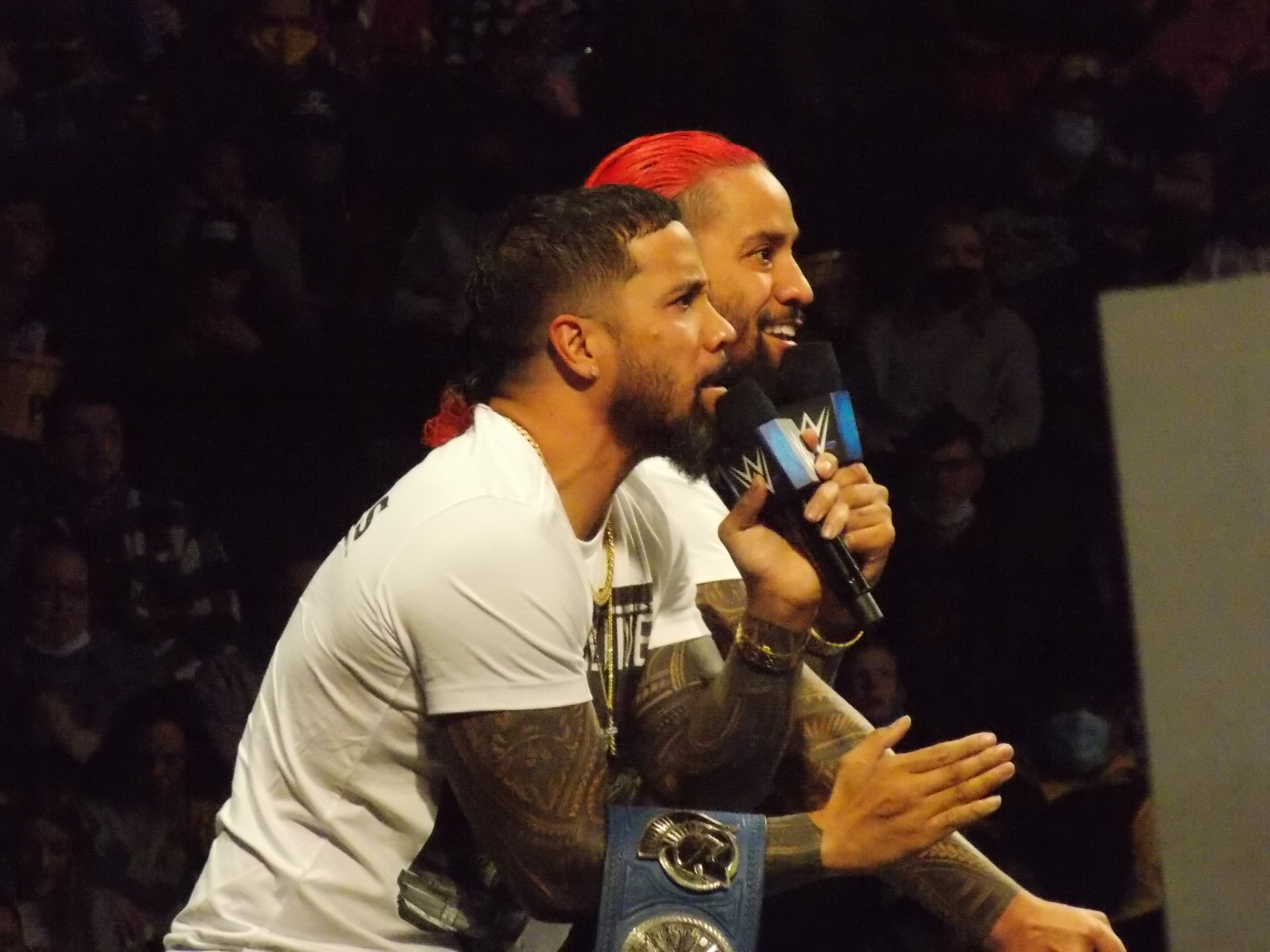
Усо (Джей Усо та Джиммі Усо) захищали Командне Чемпіонство SmackDown (на фото) одночасно з Командним Чемпіонством Raw як Беззаперечні командні чемпіони WWE у головній події Вечора 1, який був першим матчем командного чемпіонства на головній події Реслманії. Усо програли Кевіну Оуенсу та Семі Зейну, завершивши своє рекордний командний рейн Командного Чемпіонства SmackDown, яке тривало 622 дні, що є найдовшим чоловічим командним чемпіонством в історії WWE.

У головній події Першої ночі Усо (Джей Усо та Джиммі Усо) захищали Беззаперечне Командне Чемпіонство WWE проти Кевіна Оуенса та Семі Зейна, ставши першим матчем за командне чемпіонство на головній події Реслманії, і лише другим командним матч загалом на головній події, після Реслманії I у березні 1985 року. Після домінування над обома Usos, Оуенс виконав Frog Splash на Джея майже утримавши. Джиммі виконав Усо Сплеш на Оуенсі та майже утримав. Зейн виконав брейнбастер на Джеї на краю рингу, дозволивши Оуенсу провести Свентон бомбу та майже утримавши. Зейн виконав Усо Сплеш на Джеї та майже утримав. Обидва Усо потім виконали кілька суперкіків по Зейну, однак Оуенс зірвав спробу утримання. Потім обидва Усо продовжили атакувати Зейна суперкіками. Коли Оуенс намагався провести павербомбу на Джиммі на коментаторський стіл, Джей перервав його, і обидва Усо провели Овенсу подвійний чоукслем на коментаторський стіл. Усо продовжували виконувати суперкіки на Зейні та виконали 1-D та майже утримали, що стало першим випадком, коли реслер вирвався після 1-D. Потім Джей напав на Зейна фінішером самого Зейна, Helluva Kick. Потім Зейн виконав Exploder Suplex на Джеї у куток рингу. Оуенс провів pop-up павербомбу на обох Усо, дозволивши Зейну виконати Helluva Kick на Джиммі, а Оуенс виконав Станнер на Джеї майже утримавши. У завершальний момент Оуенс виконав Джею виконав Fisherman' Buster з верхнього канату, а Зейн, який потім підключився, провів Helluva Kick на Джеї. Оуенс застосував Станнер на Джиммі, а Зейн завдав Джею ще одного Helluva kick, вигравши титули та покласти край 622-денному рейну Усо як командних чемпіонів SmackDown . В результаті цієї перемоги Оуенс став чемпіоном Великого шолома, а також першим в історії чемпіоном Великого шолома, який народився в Квебеку; Щодо Зейна та Овенса, то вони стали першими реслерами, що народилися в Квебеку, які виграли командні чемпіонства після того, як Квебекці (Жак Ружо та П'єр Карл Уелле) здійснили цей подвиг за 30 років до цього шоу.

### Вечір 2
| Роль                   | Ім'я                                                   |
| ---------------------- | ------------------------------------------------------ |
| Англійські коментатори | Майкл Коул                                             |
| Англійські коментатори | Корі Грейвс                                            |
| Англійські коментатори | Тайтус О'Ніл (Матч за Інтерконтинентальне чемпіонство) |
| Іспанські коментатори  | Марсело Родрігес                                       |
| Іспанські коментатори  | Джеррі Сото                                            |
| Кільце дикторів        | Майк Ром (Raw)                                         |
| Кільце дикторів        | Саманта Ірвін (SmackDown)                              |
| Судді                  | Данило Анфібіо                                         |
| Судді                  | Джейсон Айерс                                          |
| Судді                  | Шон Беннетт                                            |
| Судді                  | Джессіка Карр                                          |
| Судді                  | Ден Енглер                                             |
| Судді                  | Дафна Лашонн                                           |
| Судді                  | Едді Оренго                                            |
| Судді                  | Чед Паттон                                             |
| Інтерв'юер             | Кеті Келлі                                             |
| Панель перед показом   | Кайла Брекстон                                         |
| Панель перед показом   | Кевін Патрік                                           |
| Панель перед показом   | Пітер Розенберг                                        |
| Панель перед показом   | Букер Т                                                |
| Панель перед показом   | Вейд Барретт                                           |

#### Матчі
Неділя Реслманії почалася з Міза і Snoop Dogg, які рохігрівали натовп перед Вечором 2.
У першому матчі Брок Леснар бився з Омосом (у супроводі MVP). Під час матчу Омос домінував над Леснаром і застосував ведмежі обійми на Леснарі. Омос виконав задушливий удар на Леснарі майже утримавши. Під час кульмінації, коли Леснар спробував провести F-5, Омос вибрався, однак Леснар відповів, виконавши три німецькі суплекси та F-5 на Омосі, вигравши матч.
Далі відбувся виставковий жіночий матч, у якому змагалися Ронда Роузі та Шейна Бейзлер, Наталя та Шоці, Челсі Грін та Соня Девіль, а також Лів Морган та Ракель Родрігес. Зрештою, Раузі провела захват руки на Шоці, який здалася, таким чином Бейзлер і Роузі виграли матч.
У короткому сегменті після, натовпу представили Боббі Лешлі, який у п'ятницю виграв Меморіальний батл роял Андре Гіганта.
Після цього, Гюнтер захищав інтерконтинентальний титул проти Дрю Макінтайра та Шеймуса. Під час матчу Шеймус виконав 28 Beats of the Bodhran на Макінтайрі. Гюнтер застосував Павербомбу на Макінтайрі та майже утримав. Шеймус виконав White Noise із верхнього канату на Гюнтері, а потім кельтський хрест на Гюнтері майже утримавши. Коли Шеймус виконував Броуг Кік на Гюнтері, Макінтайр витягнув Шеймуса з рингу. Шеймус виконав Броуг Кік на Макінтайрі майже утримавши Потім Макінтайр виконав Клеймор Кік на Шеймуса та майже утримав. У кульмінаційному моменті Шеймус виконав Броуг Кік на Макінтайрі, однак Гюнтер перервав спробу утримання провівши diving splash. Потім Гюнтер провів павербомбу на Шеймусі на Макінтайра та іншу пауербомб на Макінтайрі, вигравши і зберігши титул.
У наступному матчі Б'янка Белейр захистила титул Чемпіонки Raw серед жінок проти Аски. Під час матчу Белейр застосувала Павербомбу проти Аски за межами рингу. В останній момент, коли Аска намагалася плюнути азіатський туман на Белейр, Белейр уникнула туману та підняла Аску на Поцілунок смерті, однак Аска перевела у захват руки. Потім Белейр підняла Аску під час підкорення та виконала Поцілунок смерті на Аске, вигравши і зберігши титул.
Далі Міз і Snoop Dogg оголосили про відвідуваність Другої ночі в 81 395 і загальну відвідуваність обох вечорів у 161 892. Потім Міз заявив, що був не готовий брати участь у матчі минулої ночі, і Снуп Догг застав його зненацька. Потім Міз похвалилася тим, що змагалася в костюмі, і це спонукало Шейна Макмехона, який повернувся, вперше після Королівської Битви 2022 року, вийти та кинути виклик Мізу. Потім Снуп Догг судив матч, однак Макмон реально розірвав свій квадрицепс під час матчу, тому матч було зупинено. У імпровізованому моменті Снуп Догг вийшов на ринг і кинув виклик Мізу, двічі вдаривши його кулаком і виконавши народний лікоть, щоб виграти імпровізований матч. Це зробило Міза першим реслером, який програв поєдинки в обидві ночі Реслманії, оскільки подія перейшла на двовечірний формат у 2020 році
У передостанньому матчі Едж бився з «Демоном» Фінном Балором у матчі Hell in a Cell. На початку матчу Едж напав на Балора зі стільцями, однак Балор у відповідь атакував Еджа палицею для кендо. Едж загнав у пастку Балора в кутку клітки палицею для кендо та виконав дропкік Балору. Балор кинув Еджа на сталеві східці. Балор виконав дропкік на Еджі на стіл, встановлений у кутку. Виконавши Killswitch на Балорі, Едж кинув на Балора драбину, яка розбила його голову. Коли Балор намагався здійснити Coup De Grâce на Еджі, Едж уникнув Балора і намагався провести йому гарпун. Балор провів Coup De Grâce на Еджі майже утримавши. Едж здійснив Edgecution на Балорі з драбини та майже утримав. Тоді Балор напав на Еджа палицею для кендо та поклав його на стіл. Тоді Балор піднявся на стіну сітки та спробував провести Coup de Grâce, але Едж зліз у сторону, і Балор впав та зламав стіл. Едж провів Гарпун Балору та майже утримав. Після цього Едж напав на Балора з палицями для кендо та ударами стільцями, а потім виконав удар по голові металевим стільцем на Балорі, щоб виграти матч.

#### Головна подія
У головній події Вечора 2 Роман Рейнс (у супроводі Пола Геймана та Соло Сікоа) захищав Беззаперечне Чемпіонство Всесвіту WWE проти Коді Роудса, ставши першим реслером, який захищав титул чемпіона світу на трьох Реслманіях поспіль протягом того самого рейну. Після кількох хвилин оцінки один одного, Роудс виконав дропкік на Рейнсі.. Поки рефері відволікався, Сікоа напав на Роудса за межами рингу, і Рейнс провів спробу утрисання, майже утримавши. За межами рингу Роудс провів бекдроп на Рейнсі через коментаторський стіл. Повернувшись на ринг, Роудс провів Коді Каттер та майже утримав. Потім Сікоа напав на Роудса з обтяжувальним поясом Роудса, що призвело до його видалення з-за меж рингу. Тоді Роудс виконав Cross Rhodes на Рейнсі та майже утримав. Роудс перевів спробу удару Супермена у Родовід майже утримавши. Після того, як спроба сансет фліпу призвела до майже утримання, Роудс застосував захват ніг figure four на Рейнсі. Рейнс зміг обернути больовий, але Роудс дотягнувся до канатів, перервавши його. Коли Роудс стрибнув з верхньої канату, Рейнс відійшов убік і виконав Гарпун на Роудсі, майже утримавши. Рейнс продовжив удари передпліччям і застосував прийом гільйотинну, але Роудс зміг вибратися. Роудс пішов бити Рейнса, який ухилився, і Роудс випадково вдарив суддю ногою, який втратив свідомість. Потім Рейнс і Роудс вибили один одного одночасно ударами шлагбаумами. Роудс першим піднявся на ноги, і коли він спробував провести ДДТ, Усо (Джей Усо та Джиммі Усо) підбігли та напали на Роудса, виконавши на ньому 1D, але Кевін Овенс та Семі Зейн прибігли, щоб врятувати. Дві команди продовжили битися у натовпі. Перед цим Оуенс виконав Stunner на Рейнсі, після чого Зейн виконав Helluva Kick на Рейнсі. Коли рефері повернувся, Роудс провів ще одну невдалу спробу утримання. У завершальний момент, Рейнс і Роудс ще обмінялися ударами. Роудс протистояв спробі Удару Супермена, виконав Біонічний лікоть і продовжив ще два Крос Роудс. Коли Роудс готувався до третього Крос Роудсу, Гейман відволік рефері, дозволивши Сікоа підкрастися та виконати самоанський шип на Роудсі. Тоді Рейнс виконав останній Гарпун на Роудсі, вигравши та зберігши Беззаперечне чемпіонство Всесвіту WWE. Це був сьомий раз, коли хіл виграв головну подію Реслманії, у тому числі тричі поспіль для Рейнса.

## Відгуки
Реслманія 39 стала найприбутковішою подією WWE в історії, зібравши 21,6 мільйона доларів. Незважаючи на те, що WWE заявляла про кількість відвідувачів у 80 497 у Вечір 1, і 81 395 у Вечір 2 (загалом 161 892), журналіст та історик боротьби Дейв Мельтцер заперечив ці цифри, заявивши, що вони продали 67 303 та 67 553 квитки відповідно, з максимальною місткістю 67 530 і 67 603. За два дні в соціальних мережах було набрано понад 500 мільйонів переглядів і 11 мільйонів годин відеоконтенту було знато. Подія також отримала загалом позитивні відгуки від критиків, які високо оцінили матч за Беззаперечне Командне Чемпіонство WWE, чоловічий виставковий матч, Логан Пол проти Сета «Фрікін» Ролінза, Рей Містеріо проти Домініка Містеріо та матч Hell in a Cell . Матч за Чемпіонство SmackDown серед жінок також був високо оцінений критиками, а професійний журналіст з боротьби Дейв Мелцер назвав його «одним з найкращих жіночих матчів в історії WWE». Однак, незважаючи на те, що матч Беззаперечне Чемпіонство Всесвіту WWE також був високо оцінений, його кінцівку розкритикували за повторюваність. Мельцер дав п'ять зірок як матчу за Беззаперечне Командне Чемпіонство WWE першого вечора, так і матчу за інтерконтинентальне чемпіонство другого вечора; це були перші матчі WrestleMania, яким Мельтцер присудив п'ять зірок після Брета Харта проти «Stone Cold» Стіва Остіна на Реслманії 13 у 1997 році
Реслманія 39 принесла 215 мільйонів доларів економічного впливу на регіон Лос-Анджелеса, побивши рекорд попереднього року в 206,5 мільйонів доларів економічного впливу на регіон Даллас/Арлінгтон.
Уейд Келлер з Pro Wrestling Torch дав 4,5 зірки матчу головної події Вечора 2, заявивши: «Яку історію вони розповіли, і вони мали натовп на кожному кроці». Можливо, було «забагато махінацій з ударами по рефері та втручанням», але Келлер «не був би проти WWE зробити ставку на Коді та продовжити з ним тут». Він також сказав, що «вони могли подумати, що для Коді ще не настав час, але це не обов'язково вотум недовіри, оскільки вони також можуть побачити гроші в реванші або двох, оскільки „гонитва“ триває». Шакіель Махджурі з CBS Sports поставив матчу оцінку A+, назвавши його «по-справжньому фантастична прогулянка, під час якої натовп був як на долоні у суперзірок». Він заявив, що «результат перевершив очікування, і буде цікаво подивитися, куди WWE піде далі».
У рамках нагородження наприкінці року у професійному реслінгу, ESPN назвало Реслманію 39 найкращим PPV року в 2023 році Серед 10 найкращих матчів WWE та AEW 2023 року Bleacher Report ' матч за титул Беззаперечного Чемпіона Всесвіту WWE займає 8 місце, матч за Чемпіонство SmackDown серед жінок № 6, матч за Беззаперечне Командне Чемпіонство WWE № 4 та матч за Інтерконтинентальне чемпіонство № 1 .

## Наслідки
З січня 2023 року з'явилися припущення, що WWE виставлено на продаж. За кілька годин до початку Реслманії 39 Вечір 2 CNBC повідомило через кілька джерел, що угода між WWE та Endeavour, материнською компанією Ultimate Fighting Championship (UFC), була неминучою. Угода передбачала злиття WWE з UFC у нову публічну компанію, у якій Endeavour володів 51 % акцій. Продаж підтвердили наступного дня, 3 квітня. Згодом Реслманія 39 стала останньою Реслманією, у якій WWE все ще належала та контролювалася сім'єю Макмен . Продаж завершився 12 вересня 2023 року, а WWE та UFC згодом стали підрозділами нової організації під назвою TKO Group Holdings .

### Raw
Triple H відкрив випуск Raw після Реслманії, заявивши, що незважаючи на новини про WWE (посилання на покупку Endeavour), нічого не зміниться з продуктом, після чого він представив Беззаперечного Чемпіона Всесвіту WWE Романа Рейнса, якого супроводжували Пол Гейман і Соло Сікоа. Коді Роудс перебив і сказав, що Рейнс виграв лише завдяки Сікоа, а потім викликав Рейнс на реванш, але Рейнс відмовився. Тоді Роудс викликав Рейнса та Сікоа на командний матч пізніше тієї ночі, і Рейнс погодився. Потім Хейман поставив умову, щоб партнер Роудса був тим, хто змагався на Реслманії 39, але також ця особа не могла претендувати на титули Рейнса, поки Рейнс буде чемпіоном. Брок Леснар відповів, причому остання умова не стосується його, оскільки йому вже було заборонено кидати виклик Рейнсу через умову їхнього матчу SummerSlam 2022 року. Однак матч так і не відбувся через те, що Леснар жорстоко напав на Роудса ще до початку матчу. Зрештою це призвело до матчу між Леснаром і Роудсом на Backlash, який Роудс виграв. У них було ще два матчі; на Night of Champions Леснар переміг, коли змусив Роудса знепритомніти до замку Кімура, а на SummerSlam Роудс переміг. Згодом його привітав Леснар. Тоді Рейнс і Роудс зіткнулися віч-на-віч вперше після Raw після WrestleMania на випуску SmackDown від 13 жовтня.
Також на Raw Рей Містеріо розповів про свою перемогу над своїм сином Домініком, але перервав його чемпіон Сполучених Штатів Остін Тіорі. Це призвело до нетитульного матчу одразу після цього, де Тіорі переміг після втручання Домініка. Після матчу партнер Домініка по Судному Дню Деміан Пріст напав на Bad Bunny, який сидів біля рингу, і провів йому чоукслем на коментаторський стіл. На випуску від 24 квітня Bad Bunny повернувся і оголосив, що хоча спочатку він мав бути ведучим Backlash, натомість він зіткнеться з Прістом у матчі — вуличній бійці на цьому заході.

### SmackDown
Під час наступного SmackDown, Семі Зейн все ще відчував, ніби він може достукатися до Джея Усо, і зіткнувся з ним у головній події SmackDown . Перед матчем на Кевіна Оуенса за лаштунками напав Соло Сікоа. Джей переміг Зейна після втручання Сікоа. Після цього Сікоа продовжував атакувати Зейна, поки Джей не зупинив його, щоб напасти на самого Зейна. Тоді Метт Ріддл врятував його через свої минулі історії з Бладлайн, оскільки Сікоа травмував Ріддла ще в грудні (по сюжету). Наступного тижня промо Зейна та Оуенса було перервано Усо (Джей та Джиммі Усо) та Сікоа. Потім почалася бійка, в якій брали участь Зейн, Оуенс і Ріддл. 17 квітня на Backlash був запланований командний матч із шести людей, у якому зіткнулися Бладлайн (Usos та Sikoa) проти Ріддла, Зейна та Оуенса. Також було оголошено, що Зейн і Оуенс захищатимуть Беззаперечне Командне Чемпіонство WWE проти Усо у матчі-реванші на випуску SmackDown від 28 квітня, де Оуенс і Зейн захистили титули.
Також на SmackDown Triple H оголосив про повернення WWE Draft . Дати драфту 2023 року було оголошено наступного тижня, починаючи з епізоду SmackDown 28 квітня та завершуючи випуском Raw 1 травня. Результати Драфту набули чинності з Raw після Backlash 8 травня
Під час драфту, Аска та чемпіонка Raw серед жінок Б'янка Белейр були задрафтовані на SmackDown. 12 травня на випуску SmackDown Аска плюнула у Белейр зелений туман. Це призвело до матч-реваншу за чемпіонство між двома на Ночі Чемпіонів.
Також на SmackDown The Brawling Brutes (Шеймус, Рідж Холланд і Бутч) перемогли Імперіум (Інтерконтинентальний чемпіон Гюнтер, Людвіг Кайзер і Джованні Вінчі) у командному матчі з шести людей. Імперіум і Дрю Макінтайр були задрафтовані на Raw під час драфту WWE 2023 року. Макінтайр повернувся на Money in Bank, де він атакував Гюнтера після успішного захисту титулу останнього. Це призвело до титульного матчу між Макінтайром і Гюнтером на SummerSlam, де Гюнтер захистився.

## Результати
| №                                                    | Результати | Умови                                                                     | Час   |
| ---------------------------------------------------- | --- | ------------------------------------------------------------------------- | ----- |
| 1                                                    | Остін Тіорі (c) переміг Джона Сіну утриманням опонента. | Одиночний матч за Чемпіонство Сполучених Штатів WWE                       | 11:20 |
| 2                                                    | Вулична Нажива (Монтез Форд і Анджело Доукінс) перемогли Брауна Строумана і Рикошета, Академію Альфа (Чад Ґейбл і Отіс), і The Viking Raiders (Ерік і Айвар) (разом з Вальгаллою) утриманням опонента. | Чотиристоронній командний матч                                            | 8:30  |
| 3                                                    | Сет «Фрікін» Роллінс переміг Лоґана Пола (разом з KSI) утриманням опонента. | Одиночний матч                                                            | 16:15 |
| 4                                                    | Тріш Стратус, Літа і Беккі Лінч перемогли Damage CTRL (Бейлі, Ійо Скай і Дакота Кай) утриманням опонентки.                                                                                             | Командний матч 3-на-3                                                     | 14:40 |
| 5                                                    | Рей Містеріо переміг Домініка Містеріо утриманням опонента. | Одиночний матч                                                            | 14:55 |
| 6                                                    | Рія Ріплі перемогла Шарлотт Флер (c) утриманням опонентки. | Одиночний матч за Чемпіонство SmackDown серед жінок                       | 23:35 |
| 7                                                    | Пет МакАфі переміг Міза утриманням опонента. | Одиночний матч                                                            | 3:40  |
| 8                                                    | Кевін Оуенс і Семі Зейн перемогли Братів Усо (Джей і Джиммі) (c) утриманням опонента. | Командний матч за Беззаперечне командне чемпіонство WWE (RAW + SmackDown) | 24:15 |
| \| (c) \| – чемпіон(-и) на момент старту поєдинку \| | |                                                                           |       |
| (c)                                                  | – чемпіон(-и) на момент старту поєдинку |                                                                           |       |

| №                                                    | Результати | Умови                                                    | Час   |
| ---------------------------------------------------- | --- | -------------------------------------------------------- | ----- |
| 1                                                    | Брок Леснар переміг Омоса (разом з MVP) утриманням опонента.                                                                            | Одиночний матч                                           | 4:55  |
| 2                                                    | Ронда Роузі і Шейна Базлер перемогли Лів Морган і Ракель Родрігес, Наталью і Шотці, та Челсі Грін і Соню Девілль підкоренням опонентки. | Чотиристоронній командний матч                           | 8:25  |
| 3                                                    | Гюнтер (c) переміг Шеймуса і Дрю МакІнтайра утриманням опонента.                                                                        | Тристоронній матч за Інтерконтинентальне чемпіонство WWE | 16:40 |
| 4                                                    | Б'янка Белер (c) перемогла Аску утриманням опонентки.                                                                                   | Одиночний матч за Чемпіонство Raw серед жінок            | 16:05 |
| 5                                                    | Snoop Dogg переміг Міза утриманням опонента.                                                                                            | Одиночний матч                                           | 2:20  |
| 6                                                    | Едж переміг «Демона» Фінна Балора утриманням опонента.                                                                                  | Матч у «Пекельній клітці»                                | 18:10 |
| 7                                                    | Роман Рейнс (c) (з Полом Гейманом й Соло Сікоа) переміг Коді Роудса утриманням опонента.                                                | Одиночний матч за Беззаперечне Всесвітнє чемпіонство WWE | 34:35 |
| \| (c) \| – чемпіон(-и) на момент старту поєдинку \| | |                                                          |       |
| (c)                                                  | – чемпіон(-и) на момент старту поєдинку                                                                                                 |                                                          |       |